# Paco Bedoya
Francisco Bedoya Gutiérrez (Serdio, Val de San Vicente, 1929 - Castro-Urdiales, 2 de diciembre de 1957), más conocido como Paco Bedoya o simplemente Bedoya, fue un destacado maqui cántabro, que tras la guerra civil española se «echó al monte» junto a otros guerrilleros, siendo perseguido por la Guardia Civil durante la década de los 40 y 50.

## Biografía
La madre de Francisco Bedoya acogía frecuentemente a algunos emboscados (maquis), y de esta forma Bedoya conoció al popular guerrillero apodado Juanín, quien sería más tarde su compañero en el monte, haciendo de enlace para él.
En el mes de agosto de 1948 Francisco Bedoya fue detenido por presunta colaboración con Juan Fernández Ayala. Bedoya fue sentenciado a 12 años de prisión. Tras una breve estancia en la prisión provincial es destinado a Destacamento Penitenciario de Fuencarral en Madrid de donde escapó en el año 1952. Tras su huida, Bedoya regresó a Cantabria, y decidió acompañar a Juanín en el monte, con quien permaneció prácticamente hasta el día de su muerte.
Esta incorporación de Bedoya a la guerrilla a principios de la década de los 50, puede considerarse como las últimas acciones maquis en La Montaña. Por aquel entonces ya nadie se «echaba al monte», puesto que hacía cuatro años que el fenómeno maqui había desaparecido de forma oficial, y los escasos grupos que quedaban actuaban en desbandada. El 24 de abril de 1957 Juan Fernández Ayala murió en el lugar conocido como curva del molino siendo disparado por el Guardia Civil A. Leopoldo Rollán.
Francisco Bedoya murió el 2 de diciembre del mismo año, como consecuencia de una trampa tendida por miembros de la Brigada Social y Política en complicidad con su cuñado San Miguel. Este acompaña a Francisco Bedoya tras la muerte de Juan Fernández Ayala, hecho que facilitó la incursión de su cuñado.
Cerca de Islares (localidad del municipio de Castro-Urdiales), ambos fueron ametrallados desde un automóvil. San Miguel falleció en el acto, pero Francisco Bedoya logró escapar desfiladero arriba. Bedoya, gravemente herido, logró llegar a 400 metros de la cumbre del monte Cerredo. Una bala en la sien realizada a corta distancia, terminó con su vida. Se ha especulado en numerosos ocasiones que Bedoya pudo llegar a suicidarse ante la inminencia de su captura, o bien la bala pudo provenir simplemente del arma del cabo de la Guardia Civil, Fidel Fernández Íñiguez, que le encontró a esa distancia de la cumbre del monte Cerredo.
Las vidas, las incógnitas y las distintas historias que se han contado sobre Francisco Bedoya y su compañero Juan Fernández Ayala, fueron recopiladas y plasmadas en la obra Juanín y Bedoya. Los últimos guerrilleros (2007) escrita por el investigador cántabro Antonio Brevers.